# Гориздра, Иван Павлович
Иван Павлович Гориздра (15.05.1914, Полтавская губерния, теперь Полтавская область — 14.11.1969) — украинский советский деятель, механизатор, комбайнер Азовской МТС Крымской области. Герой Социалистического Труда (21.01.1952). Депутат Верховного Совета УССР 4-5-го созывов.

## Биография
Родился в крестьянской семье. Окончил начальную школу. После окончания школы работал в хозяйстве родителей. С 1930 года работал в колхозе. В 1932 году освоил профессию механизатора-тракториста.
Участник Великой Отечественной войны. Призван Джанкойским военкоматом в 1941 году. Воевал в составе 1145-го полка 353-й стрелковой дивизии. Был в 1942 году ранен. Награжден медалью «За доблестный труд в Великой Отечественной войне 1941-1945 годов».
В 1944—1958 годах — комбайнер Азовской машинно-тракторной станции (МТС) Азовского района Крымской области. В 1951 году собрал урожай зерновых с площади 976 гектаров, за 25 рабочих дней намолотил на двух комбайнах «Сталинец-6» 14 470 центнеров зерна. За достижение таких высоких показателей был удостоен звания Героя Социалистического Труда.
В середине 1950-х годов также работал комбайнером на целинных землях в Казахской ССР. С 1958 года — слесарь-комбайнер Азовской ремонтно-технической станции (РТС); слесарь Азовского отделения «Сельхозтехники» поселка Азовского Джанкойского района Крымской области. Член КПСС с 1958 года.
Член бюро Азовского райкома КПУ, депутат поселкового и районного совета,  Депутат Верховного Совета УССР 4 и 5-го созывов.
На пенсии проживал в поселке Азовском Джанкойского района Крымской области. Умер 14 ноября 1969 года.

## Награды
- Герой Социалистического Труда (21.01.1952),
- орден Ленина (21.01.1952),
- медалью «За доблестный труд в Великой Отечественной войне 1941-1945 годов» (1945),
- медаль «За трудовую доблесть»[1].